# Frankie de la Cruz
Eulogio "Frankie" de la Cruz Martínez (Santo Domingo, 12 de marzo de 1984-14 de marzo de 2021) fue un lanzador dominicano de Grandes Ligas que jugó para los Cerveceros de Milwaukee. De la cruz fue firmado como amateur por los Tigres de Detroit el 6 de septiembre de 2001 e hizo su debut en las mayores con los Tigres en 2007.

## Carrera
En 2006, terminó con récord de 5-6 con efectividad de 3.43 en Doble-A con Erie SeaWolves y récord de 0-0 en 2 entradas y un tercio con una efectividad de 11.57 en Triple-A con Toledo Mud Hens.
El 5 de diciembre de 2007, los Tigres lo canjearon junto a Andrew Miller, Cameron Maybin, Mike Rabelo, Trahern Dallas, y Burke Badenhop a los Marlins de Florida por Dontrelle Willis y Miguel Cabrera. El 25 de marzo de 2009, los Padres de San Diego adquirieron a De la Cruz por un jugador a ser nombrado más tarde o dinero en efectivo.
El 13 de enero de 2010, De la Cruz firmó un contrato de ligas menores con los Cerveceros de Milwaukee.
El 16 de marzo de 2012, fue reclamado en waivers por los Cachorros de Chicago.